# 템플릿 프로세서

템플릿 엔진의 기본 요소와 처리 흐름을 보여주는 다이어그램

템플릿 프로세서(Template processor), 템플릿 엔진(template engine), 템플릿 파서(template parser)는 결과 문서를 생성하기 위해 데이터 모델과 템플릿을 결합하도록 설계된 소프트웨어이다. 템플릿들이 개발되는 언어는 템플릿 언어라고 부른다.

## 같이 보기
- 도메인 특화 언어
- 국제화와 지역화
- CLDR
- 매크로 (컴퓨터 과학)